# D-Aminoácido deshidrogenasa (quinona)
La D-aminoácido deshidrogenasa (quinona) (EC 1.4.5.1) es una enzima que cataliza la siguiente reacción química:
Por lo tanto los tres sustratos de esta enzima son un D-aminoácido, agua y una quinona; mientras que sus tres productos son un 2-oxocarboxilato, amoníaco y quinol.

## Clasificación
Esta enzima pertenece a la familia de las oxidorreductasas (EC 1.-), más específicamente a aquellas oxidorreductasas que actúan sobre un grupo CH-NH
2 como dador de electrones (EC 1.4.-) y con una quinona o compuesto similar como aceptor (EC 1.4.5.-) 

## Nomenclatura
El nombre sistemático de esta clase de enzimas es D-aminoácido:quinona oxidorreductasa (desaminadora), o DadA.

## Papel biológico
Esta enzima es una flavoproteína con hierro y azufre, que en muchas bacterias se encuentra unida a membrana. En Escherichia coli desempeña un papel importante en la obtención de energía acoplada al cotransporte de otras sustancias. Además como el producto final de la reacción es un 2-cetoácido no quiral, este puede ser reencausado hacia la producción de energía o hacia la resíntesis de L- o D-aminoácidos (estos últimos desempeñan un importante papel en la biosíntesis de la pared bacteriana).